# Bauernhäuser Volkers
Die ehemaligen Bauernhäuser Volkers, Deichstraße 145 bis 160, in der Bauerschaft Volkers im niedersächsischen Nordenham-Blexen im Landkreis Wesermarsch stammen aus dem 19. und 20. Jahrhundert.

Aktuell (2023) werden die Gebäude u. a. als Handwerkerhof Volkers mit Ferienwohnungen, gewerblich und als Wohnhaus genutzt.
Die Gebäude stehen unter Denkmalschutz (siehe auch Liste der Baudenkmale in Nordenham).

## Geschichte
Schon im 1. Jahrhundert v. Chr. bestanden auf den höheren Gebieten nahe der Wesermündung Siedlungsflächen. Die ehemalige Bauerschaft Volkers nordwestlich von Blexens mit ihrer hohen Dorfwurt (Jedutenhügel) ist seit dem Mittelalter nachweisbar. 1844 befanden sich hier zwei Großbetriebe (Böschen und Thaden), ein größerer Hof (Gerdes) sowie zehn kleine Kötterstellen, die auch die Weihnachtsflut von 1717 überstanden hatten. Überliefert ist eine Bauerordnung (Bauerbrief) von 1759. Rund 100 Einwohner lebten hier 1855.
Bei Volkers wurde eine geheime Produktionsstätte für Wasserflugzeuge errichtet. In den als Bauernhäuser getarnten Gebäuden sollten auch die Flugzeuge der beiden deutschen Flugzeugträger gewartet werden, die im Bremerhavener Nordhafen liegen sollten. Der Bau der Flugzeugträger  und der von Wasserflugzeugen erfolgte jedoch nicht.

Im Zweiten Weltkrieg dienten Bauernhöfe und neue Gebäude im getarnten Stil von Bauernhäusern der Kriegsmarine in Wilhelmshaven als Lagerhallen. Danach wurden sie auch als Flugzeughallen genutzt.

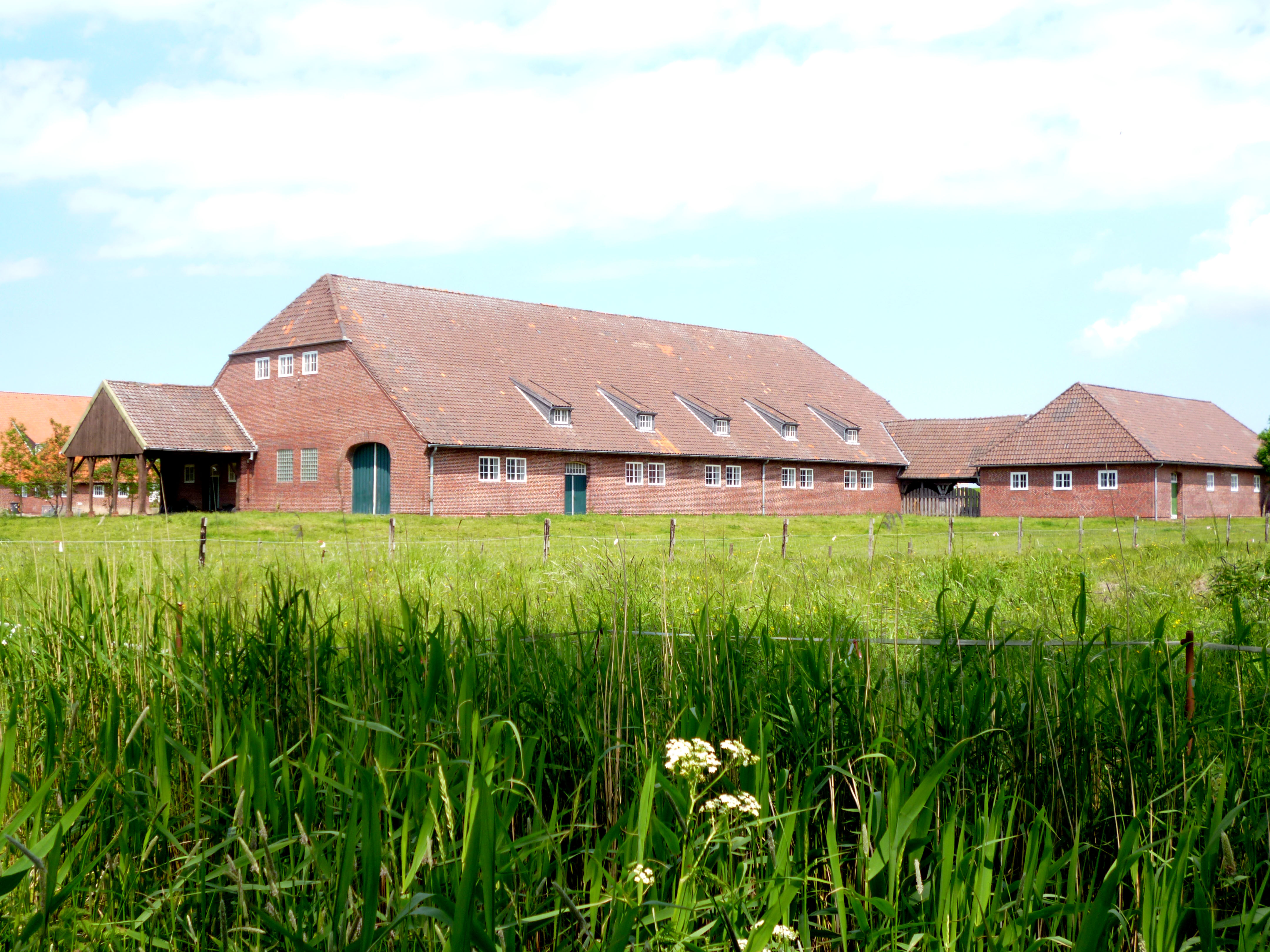
Deichstraße 154: Ehemalige Flugzeughalle

Die zumeist giebelständige Gulfhausgruppe besteht aus
- Deichstraße 145, dem ein- und zweigeschossigen traufständigen verklinkerten Gulfhaus aus Sockelgeschoss mit Krüppelwalmdach, geschossteilendem kräftigen Gesims und segmentbogigen Fenstern,[2]
- Deichstraße 150, dem verklinkerten ehem. Verwaltungsgebäude mit Satteldach,[3]
- Deichstraße 152, der Scheune mit Krüppelwalm sowie Quer- und Längseinfahrt,[4]
- Deichstraße 154, dem verklinkerten Wohn- und Wirtschaftsgebäude mit Krüppelwalm, mit seitlichem Tor und rechten Anbauten als ehem. Ställe und linker vorderer Remise, ehemalige Flugzeughallen (Hangars) getarnt als Bauernhaus,[5]
- Deichstraße 156/58, dem verklinkerten Wohn- und Wirtschaftsgebäude von 1935 mit Krüppelwalmdach, mittlerer Grooten Door mit der Beschriftung Handwerkerhof sowie dem quergestellten hinteren Trakt mit Krüppelwalm,[6]
  - dem eingeschossigen danebenstehenden Wohnhaus mit Walmdach,
- Deichstraße 160, dem verklinkerten Wohn- und Wirtschaftsgebäude mit Krüppelwalmdach und dahinter der Halle mit Satteldach.[7]

Das Landesdenkmalamt befand zur Bedeutung der Gruppe: „… geschichtlich, wissenschaftlich, städtebaulich …“
Nach dem Zweiten Weltkrieg gingen einige Gebäude in den Besitz der Weser–Metallindustrie über welche aus Kriegsmaterial Haushaltsgegenstände fertigte. Nach dem Konkurs der Firma übernahm 1992 die Bremer Firma Bachmann die Hallen als Getreidelager. Die innere Holzverkleidung der Hallenwände wurde nach 2003 entfernt und  verkauft. Von 1992 bis 2003 bestand die Kommunale Beschäftigungsgesellschaft (KOMBEG), um  Arbeitslose für neue Aufgaben zu qualifizieren. Danach führt die Agentur für Arbeit dort Weiterbildungsmaßnahmen durch.